# Nagykarácsony éjszakáján
A Nagykarácsony éjszakáján ún. kántáló ének. Korábban az iskolás fiúk-lányok, később a legények, sőt idősebb férfiak és asszonyok is mentek jóbarátaikhoz kántálni. Egy-két versszak után a házigazda behívta és megvendégelte őket.
Feldolgozás:
| Szerző        | Mire                | Mű                            |
| ------------- | ------------------- | ----------------------------- |
| Ludvig József | ének, gitárakkordok | Mennyből az angyal, 37. oldal |

## Kotta és dallam
| Nagykarácsony éjszakáján, Jézus születése napján. Ma örvendjünk, ma vígadjunk, ma született kis Jézusunk. | Jézus ágyán nincsen paplan, megfázik a kis ártatlan. A szemei könnyedeznek, a könnyei esedeznek. | Feljött már a hajnalcsillag, keljenek fel, kik alusznak! Vidám szellők lengedeznek, az angyalok énekelnek. |

A harmadik versszak későbbi, sajátos erdélyi népköltés.

## Felvételek
- Nagykarácsony éjszakáján. Kispesti Erkel Ferenc Ált. Iskola kórusai, vezényel Beleznai Katalin  YouTube (2011. december 21.)  (Hozzáférés: 2016. december 8.) (audió)
- Nagykarácsony éjszakáján. YouTube (2013. január 15.)  (Hozzáférés: 2016. december 8.) (videó)